# Wiesen-Fuchsschwanz
Der Wiesen-Fuchsschwanz (Alopecurus pratensis) ist eine Pflanzenart aus der Gattung der Fuchsschwanzgräser (Alopecurus) in der Familie der Süßgräser. Er ist ein ausdauerndes Obergras mit hohem Futterwert. Der Wiesen-Fuchsschwanz wird regional auch Eselsgras, Hundegras, Rattenschwanz, Fuchswedel, Haarzieher oder Roggengras genannt.

## Beschreibung
Der Wiesen-Fuchsschwanz ist ein ausdauerndes, in lockeren oder dichten Horsten wachsendes Gras. Er erreicht Wuchshöhen zwischen 30 und 120, zuweilen bis 150 Zentimeter. Die Halme wachsen aufrecht oder vom Grund an gekniet aufsteigend. Die Halme sind dünn bis mäßig kräftig. Sie haben auffallend wenige Knoten, sind glatt, grün oder weißlich grün. Die Blattscheiden sind glatt, zylindrisch, aufgespalten. Die unteren werden dunkelbraun, die oberen grün oder weißlich-grün und sind etwas aufgeblasen. Die unbehaarten Blattspreiten sind dünn zugespitzt, später flach, grün, rau oder fast glatt. Die unteren erreichen 6 bis 40 Zentimeter Länge und 3 bis 10 Millimeter Breite. Die oberen Blätter sind meist kürzer. Die ganzrandigen, häutigen Blatthäutchen (Ligulae) sind etwas gestutzt und bis 2,5 Millimeter lang.

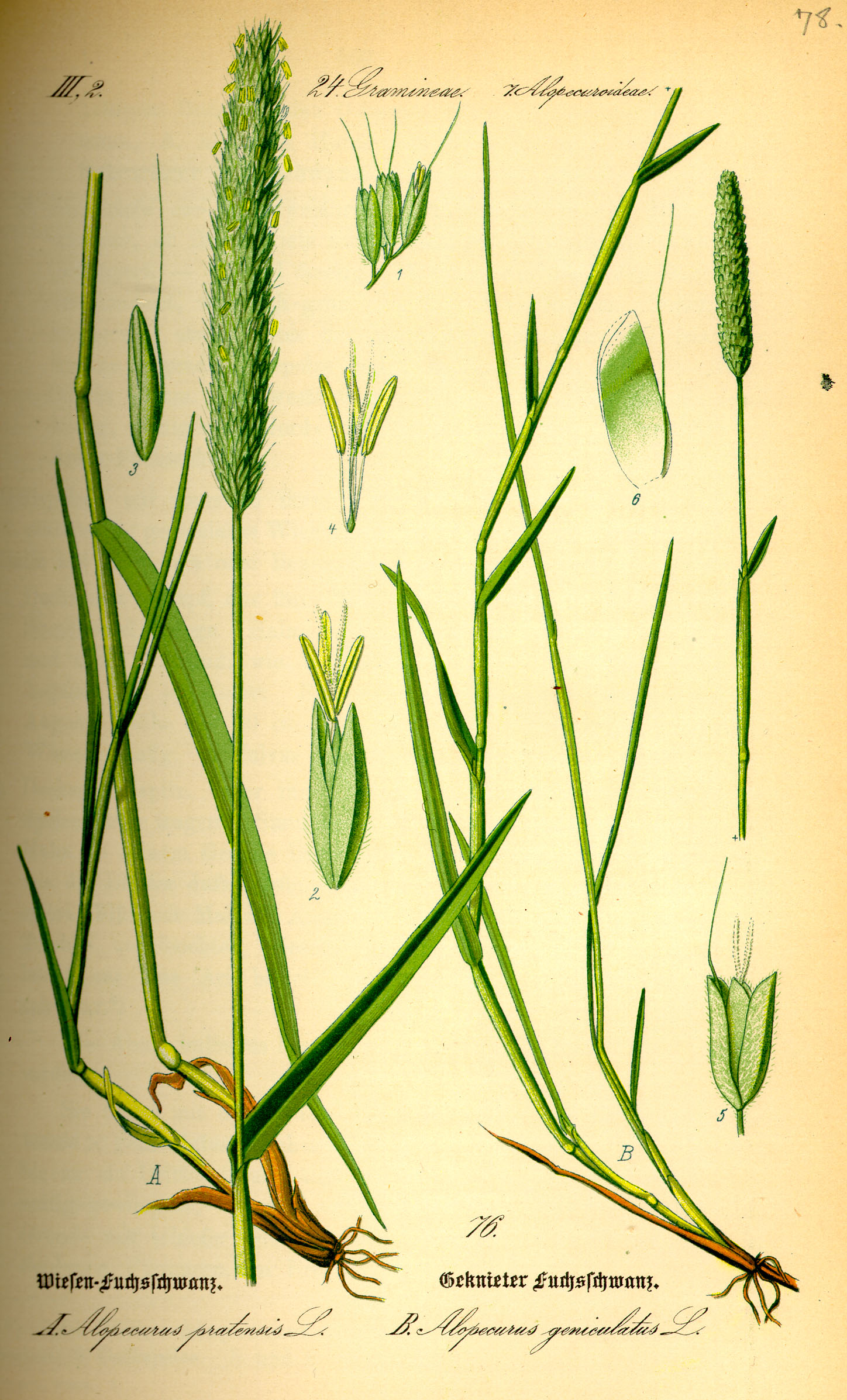
Wiesen-Fuchsschwanz (Alopecurus pratensis), Illustration links

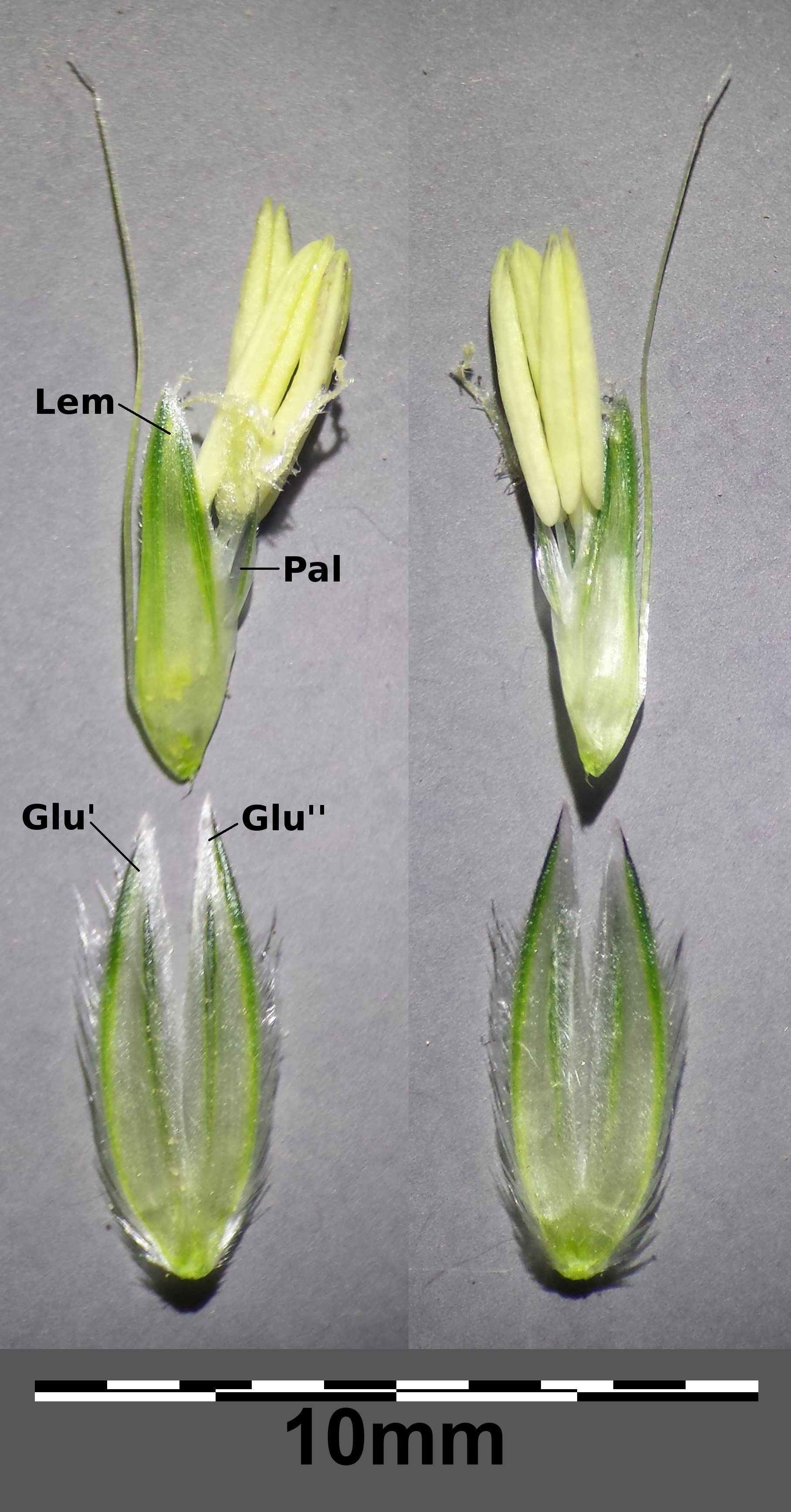
Ährchen

Die Ährenrispen sind sehr dicht und zylindrisch im Umriss, etwa 3 bis 12 Zentimeter lang und bis zu 10 Millimeter breit. Sie sind meist trübgrün oder zuweilen purpurn überlaufen. Die Ährchenstiele sind sehr kurz und aufrecht. Die 5 Millimeter langen, abgeflachten Ährchen sind länglich-elliptisch und einblütig. Sie fallen bei der Reife geschlossen ab. Die Hüllspelzen sind schmal lanzettlich und zugespitzt, dreinervig und auf den Kielen mit dünnen Haaren besetzt. Die Deckspelzen haben die gleiche Länge wie die Hüllspelzen und sind dabei eiförmig bis elliptisch, stumpf, gekielt und viernervig. Ferner sind sie ab der Mitte an den Rändern verwachsen und auf dem Rücken vom unteren Drittel her begrannt. Die Granne ragt aus den Hüllspelzen etwa 3 bis 5 Millimeter heraus. Eine Vorspelze fehlt. Die Staubbeutel (Antheren) sind gelb oder purpurn. Die Frucht (Karyopse) wird von der Deckspelze umschlossen.
Der Wiesen-Fuchsschwanz blüht zwischen April und Juni oder Juli. Die Fruchtreife liegt zwischen Juli und Oktober.
Die Chromosomenzahl beträgt 2n = 28.

## Vorkommen
Der Wiesen-Fuchsschwanz ist in ganz Europa und Nordasien bis zur Mongolei von der Ebene bis ins Gebirge weit verbreitet. Auch auf den Azoren kommt er vor. Darüber hinaus ist er in zahlreichen Ländern ein Neophyt. In Europa kommt die Art in fast allen Ländern vor und fehlt nur in Portugal, Nordmazedonien und Lettland und ist auf Island nur eingebürgert. Die innerhalb des europäischen Verbreitungsgebietes nicht überall ursprüngliche Grasart wurde durch die Wiesenkultur stark gefördert. Sie wird in Mitteleuropa seit etwa 1750 kultiviert. In der Schweiz wurde sie erst im 20. Jahrhundert mit Grassaatgut eingeführt und ist heute bis in die subalpinen Täler verbreitet. Der Wiesen-Fuchsschwanz steigt im Kanton Wallis zwischen der Furkapasshöhe und Längis bis 2400 Meter und in Graubünden im Engadin am Piz Padella bis 2550 Meter Meereshöhe auf.
Der Wiesen-Fuchsschwanz wächst bevorzugt auf sickerfeuchten, kühlen und nährstoffreichen, mäßig sauren, humosen und tiefgründigen Böden. Er ist ein Nässe- und Nährstoffzeiger und verträgt auch Halbschatten. Er wird durch Düngung des Standortes und Bewässerung begünstigt. Das Gras wächst vor allem in frischen bis feuchten Grünlandgesellschaften. Es ist die Kennart der Pflanzengesellschaften der europäischen Wirtschaftswiesen (Molinio-Arrhenatheretea). Ferner wächst es in Feuchtwiesen (Calthion) und Hochstaudenfluren (Filipendulion).
Die ökologischen Zeigerwerte nach Landolt et al. 2010 sind in der Schweiz: Feuchtezahl F = 3+w (feucht aber mäßig wechselnd), Lichtzahl L = 4 (hell), Reaktionszahl R = 3 (schwach sauer bis neutral), Temperaturzahl T = 3+ (unter-montan und ober-kollin), Nährstoffzahl N = 4 (nährstoffreich), Kontinentalitätszahl K = 3 (subozeanisch bis subkontinental).

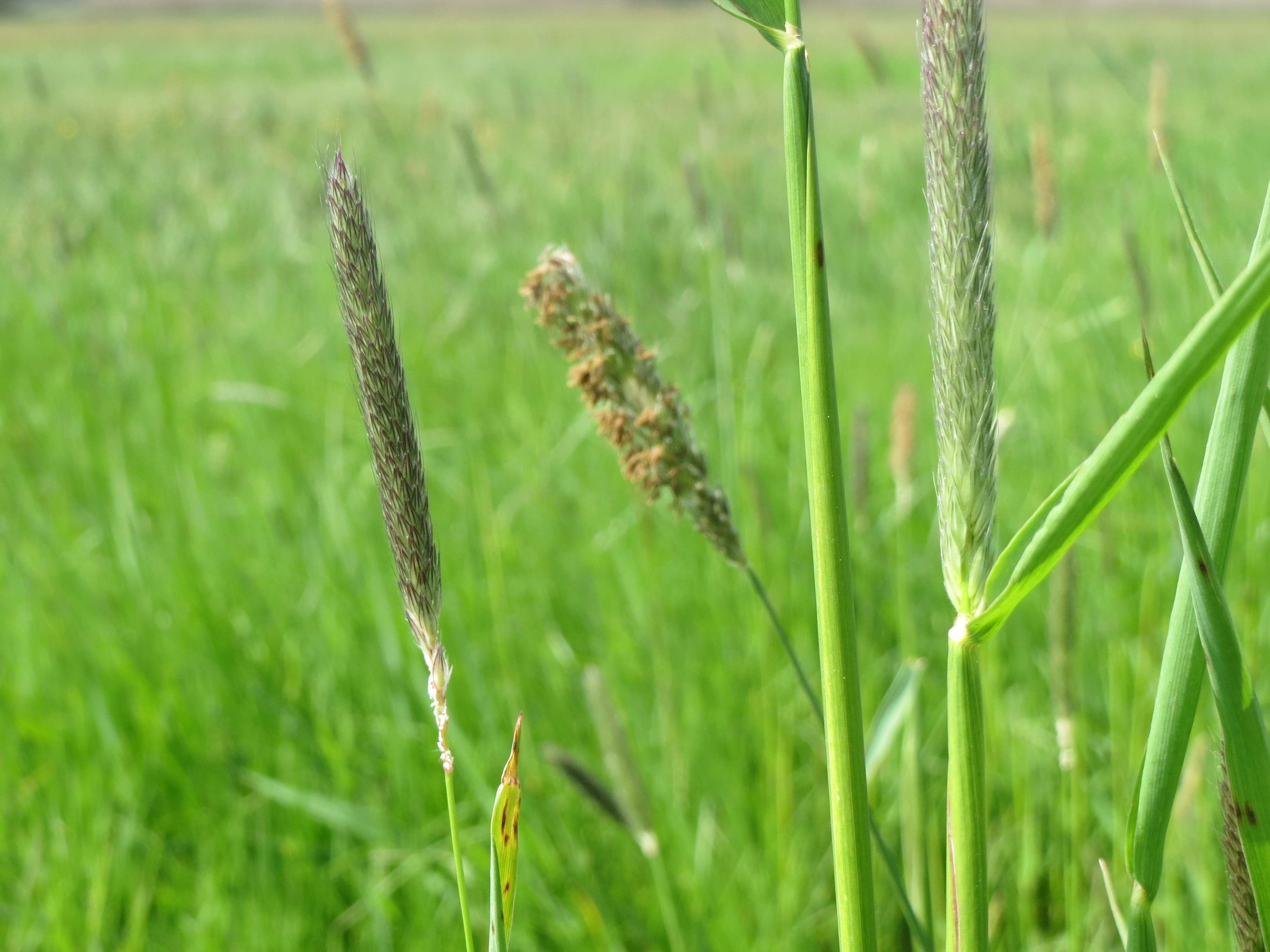
Wiesen-Fuchsschwanz (Alopecurus pratensis)

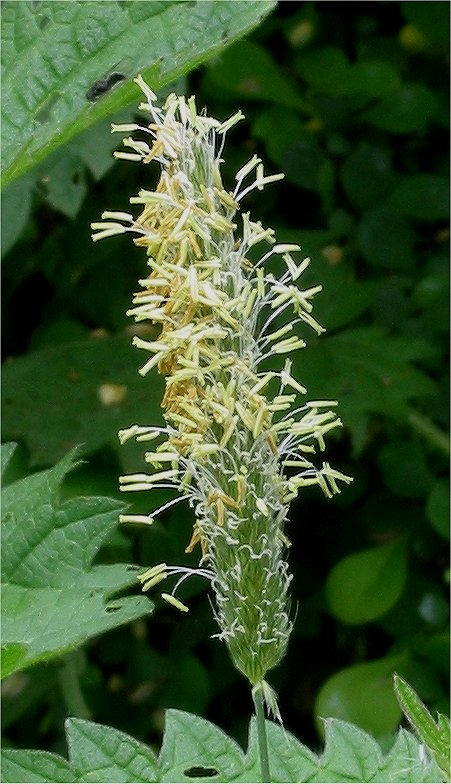
Ährenrispe mit gelben Staubbeuteln

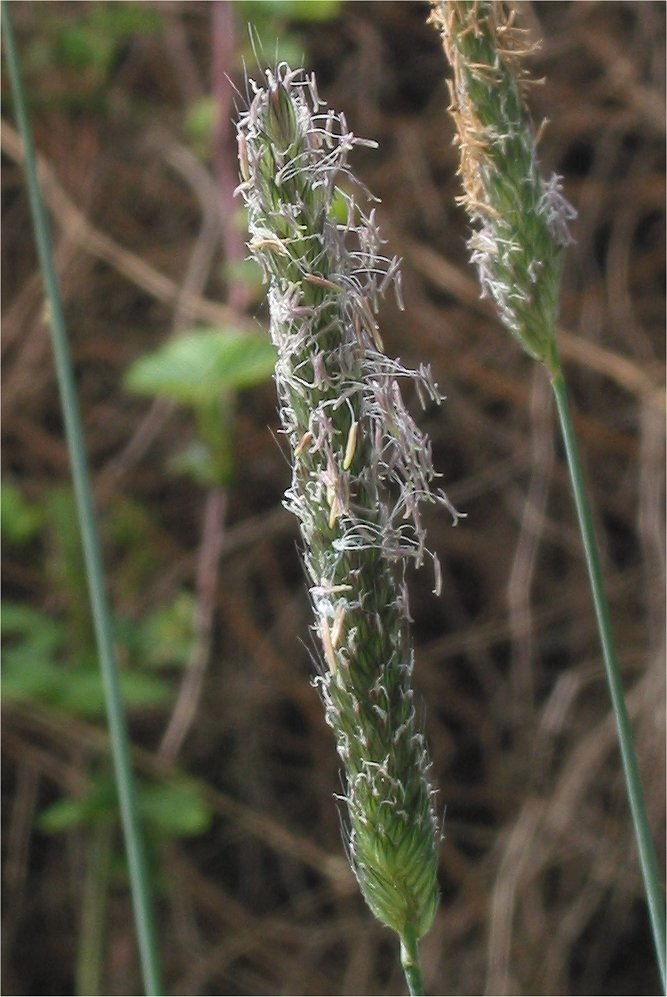
Ährenrispe mit purpurnen Staubbeuteln

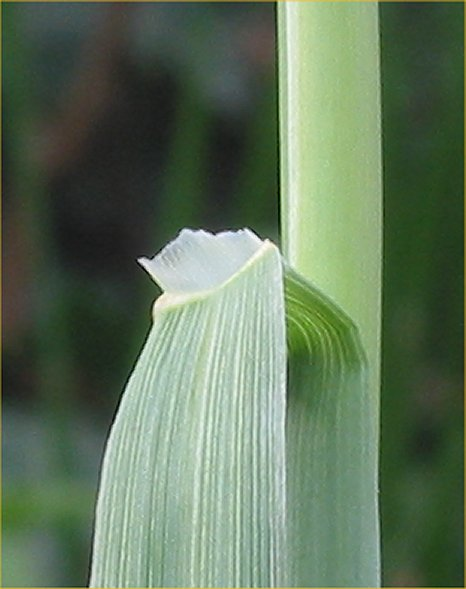
Blatthäutchen

## Ökologie
Der Wiesen-Fuchsschwanz ist eine ausdauernde Horstpflanze mit unterirdischen Ausläufern.
Bei den Blüten liegt Windbestäubung vor. Die vorweiblichen und selbststerilen Blüten gehören dem „Langstaubfädigen Typ“ an und haben bemerkenswerterweise keinen Schwellkörper. Der Blühbeginn des Wiesen-Fuchsschwanzes gilt beim Deutschen Wetterdienst als der Beginn des Heuschnupfens bei Grasallergikern.
Ausbreitungseinheit sind die als Spelzfrüchte bezeichneten einblütigen Ährchen. Die Hüllspelzen dienen dabei als Flugapparat und sie breiten sich als Ballonflieger aus. Als Anhafter dienen sie auch der Zufalls- und Tierausbreitung; daneben trägt auch der Mensch zur Ausbreitung bei. Die Pflanze ist ein Lichtkeimer. Vegetative Vermehrung erfolgt durch die bis zu 10 cm langen Ausläufer.
Der Wiesen-Fuchsschwanz wird von den Rostpilzen Puccinia perplexans mit Uredien und Telien und Puccinia coronata var. coronata befallen. Das Auftreten von Puccinia perplexans scheint klimatisch bedingt zu sein, kann aber auf durch die Bewirtschaftung besonders Mulchen beeinflusst werden.

## Systematik und Taxonomie
Der wissenschaftliche Name Alopecurus pratensis wurde 1753 von Carl von Linné in Species Plantarum Band 1 Seite 60 erstveröffentlicht.
Man kann folgende Unterarten unterscheiden:
- Alopecurus pratensis subsp. alpestris (Wahlenb.) Selander: Sie kommt in Nordeuropa und Nordosteuropa vor.[2]
- Alopecurus pratensis subsp. laguriformis (Schur) Tzvelev: Sie kommt in den südlichen und östlichen Karpaten vor.[2]
- Alopecurus pratensis subsp. pratensis: Sie kommt auf den Azoren und von Europa bis zur Mongolei vor.[2]
- Alopecurus pratensis subsp. pseudonigricans O. Schwarz: Bei dieser Unterart ist die Ährenrispe nur 2 bis 5 Zentimeter lang und 10 bis 15 Millimeter breit und schwärzlich gefärbt. Sie hat Vorkommen in Österreich, Hessen, Schleswig-Holstein und Sachsen.[10]

## Verwendung

### Landwirtschaft
Der Wiesen-Fuchsschwanz ist ein bei frühem Schnitt ertragreiches Obergras mit hohem Futterwert (Weidefutter und Heu). Er ist nährstoffreich und für das Vieh schmackhaft. Obergräser sind hochwüchsige, an blühenden und auch nichtblühenden Halmtrieben reiche Gräser, die teilweise unter für sie günstigen Verhältnissen die übrigen Wiesenpflanzen unterdrücken sollen. Sie sollen die Masse des Wiesenheus bringen. Diese Gräser eignen sich meist nicht zur dauerhaften Beweidung.

### Medizin
Laut einer Studie der Universität Bochum hat der Wiesen-Fuchsschwanz einen protektiven Effekt auf die Ausbildung von Allergien – zumindest bei jungen Mäusen. Die Forscher fanden heraus, dass der Wiesen-Fuchsschwanz das Polysaccharid Arabinogalactan (siehe auch Pektine) enthält, das dendritische Zellen des Immunsystems dazu anregt, Interleukin-10 zu produzieren. Regelmäßig intranasal appliziert, dämpft IL-10 das Immunsystem und verhindert eine überschießende Reaktion, allerdings ohne die Abwehr von Bakterien und Viren zu beeinträchtigen.

### Zierpflanze
Eine Cultivar mit gelb/grün-gestreifen Blättern, Aureovariegatus, wird als Zierpflanze in Gärten verwendet.

## Trivialnamen
Weitere zum Teil auch nur regional gebräuchliche Bezeichnungen für den Wiesen-Fuchsschwanz sind oder waren: Fosswans (Göttingen), Fuchsschwanz (Schlesien), Fuchswedel (Memmingen), Röttesteert (Ostfriesland), Tamgras (Norddithmarschen), Taubgerste (Schlesien) und Vossensteert (niederdeutsch).